# 长穗小草
长穗小草（学名：Microchloa indica var. kunthii）为禾本科小草属下的一个变种。